# Ruy Teixeira
Ruy Teixeira (  /ˈruːi_təˈʃɛrə/ ; nacido el 15 de diciembre de 1951) es un autor, politólogo y comentarista estadounidense, que ha escrito varios libros sobre diversos temas de ciencia política y estrategia política. Es principalmente conocido por su trabajo sobre demografía política, y particularmente por The Emerging Democratic Majority (2002), que coescribió con John Judis, un libro que sostiene que el partido Demócrata está destinado demográficamente a convertirse en un partido mayoritario en los Estados Unidos de principios del siglo XXI. Escribe y edita el blog The Democratic Strategist.  Un ideólogo de izquierda a lo largo de su carrera, en 2022, decepcionado por su cultura, se pasó al Instituto de la Empresa Estadounidense.

## Vida y carrera
Después de graduarse de la universidad, se mudó a Nueva York y trabajó para una empresa de encuestas durante un año antes de trasladarse a Washington para realizar trabajos de consultoría, principalmente en Abt Associates. En 1987, su tesis fue publicada como el libro Por qué los estadounidenses no votan, por Greenwood Press. El libro fue bien recibido y dio lugar a varios trabajos de redacción en Public Opinion Quarterly y The New Republic sobre el papel de la participación electoral en las elecciones de 1988. Los artículos fueron ampliamente citados como muestra de que una mayor participación electoral no era la solución a los problemas electorales de los demócratas, una tesis muy debatida en ese momento dentro del partido Demócrata.
Teixeira dejó la consultoría después de varios años y aceptó un trabajo gubernamental en el Servicio de Investigación Económica, donde estudió cuestiones del mercado laboral, principalmente el llamado desajuste de habilidades entre trabajadores poco calificados y altamente calificados.  Desde allí, se trasladó como investigador visitante al Brookings Institution, donde en 1992 publicó el libro The Disappearing American Voter, centrado en la participación electoral. Posteriormente, se trasladó al Progressive Policy Institute, un laboratorio de ideas del Consejo de Liderazgo Demócrata, para iniciar un programa de estudios políticos. En 1994, Teixeira pasó a trabajar en otro laboratorio de ideas, el Instituto de Política Económica, para dirigir su programa de política y opinión pública, y permaneció allí hasta 1999.
En 1999, se trasladó a la oficina de Washington de la Century Foundation, donde es académico, y en 2003, se convirtió en académico del recién formado Centro para el Progreso Estadounidense, dirigido por John Podesta, jefe de gabinete del presidente Bill Clinton y copresidente del equipo de transición del presidente Obama.
Teixeira también ha sido investigador invitado en el Brookings Institution, donde codirigió un proyecto conjunto del Brookings y el <i>American Enterprise Institute</i> sobre demografía política y geografía, "El futuro de los Estados Unidos rojos, azules y púrpuras", y escribió una serie de informes con William Frey sobre la geografía política de los estados en disputa en las elecciones de 2008. En julio de 2022, dejó el Centro para el Progreso Estadounidense para unirse al American Enterprise Institute como académico, centrándose en la transformación de las coaliciones de partidos y el futuro de la política electoral estadounidense.
Teixeira es autor o coautor de seis libros, entre ellos Red, Blue and Purple America: The Future of Election Demographics ; The Emerging Democratic Majority ; America's Forgotten Majority: Why the White Working Class Still Matters ; y The Disappearing American Voter, así como de cientos de artículos, tanto académicos como de divulgación. También escribe Public Opinion Snapshot, un artículo semanal en los sitios web de CAP y TCF.
Desde 2020, Teixeira ha escrito sobre un giro hacia la izquierda dentro de los segmentos progresistas del Partido Demócrata.  Bórrame.